# Pithecellobium concinnum
Pithecellobium concinnum är en ärtväxtart som beskrevs av Henri François Pittier. Pithecellobium concinnum ingår i släktet Pithecellobium och familjen ärtväxter. Inga underarter finns listade i Catalogue of Life.